# Nhân Dân
Nhân Dân ("Il Popolo") è il giornale ufficiale del Partito Comunista del Vietnam. Il giornale è "La voce del partito, dello stato e del popolo vietnamita".
Il giornale fu inizialmente pubblicato l'11 marzo del 1951. Ha una tiratura giornaliera di oltre 180 000 copie, mentre l'edizione "week-end" ha una tiratura di 110 000 copie.
Molte figure illustri del Partito Comunista del Vietnam hanno lavorato per il Nhân Dân, come Trường Chinh e Tố Hữu.
Il giornale ha anche una versione online, fondata nel 1998.